# Colors (album d'Avishai Cohen)
 (novembre 2021).
Pour les articles homonymes, voir Colors.
Albums de Avishai Cohen
Devotion
(1999) Unity
(2001)
Colors est un album d'Avishai Cohen paru en 2000.

## Liste des titres
1. Shuffle
2. Heavy
3. Emotions
4. Shay Ke
5. Colors
6. De Ye Tan Di
7. Arka
8. Balkan
9. IB4U
10. Slick
11. Le Jeff
12. Inner Frame
13. Voice